# لوکلا، آنگولا
لوکلا (به انگلیسی: Lucala) شهری در استان کوانزای شمالی واقع در کشور آنگولا است که در سال ۲۰۰۹ میلادی ۳٬۸۴۹ نفر جمعیت داشته است.